# Campeonato de Primera A 1973 (ACF)
La temporada 1973 de la Primera A fue la quincuagésima cuarta (54a) edición de la primera categoría de la Asociación Cruceña de Fútbol. Se dividió en dos etapas: la primera, que es una etapa de clasificación (que consta de dos ruedas) y una etapa final dividida en un grupo para definir el campeón y un torneo de promoción en el que participaban también equipos de la Primera B.
El campeón fue Oriente Petrolero, que consiguió su décimo título (quinto título consecutivo) en esta categoría.

## Formato
Esta temporada se dividió en dos etapas: la etapa de clasificación y una etapa final.
La etapa de clasificación se disputó en dos ruedas. La clasificación final se establece teniendo en cuenta los puntos obtenidos en cada enfrentamiento, a razón de dos por partido ganado, uno por empate y ninguno en caso de derrota. Los dos últimos ubicados al finalizar las dos ruedas son relegados al torneo promocional, un grupo en el que participaron los cuatro primeros de la Primera B.
La etapa final se disputó entre los seis mejores ubicados en la etapa de clasificación. El mejor ubicado se proclamó campeón y obtuvo, al igual que el segundo lugar, un cupo al Campeonato Nacional de 1973.

## Equipos participantes
| Club              | Ciudad                  | Estadio | Capacidad | Fundación                | 1972 |
| ----------------- | ----------------------- | ------- | --------- | ------------------------ | ---- |
| Blooming          | Santa Cruz de la Sierra | -       | -         | 1 de mayo de 1946        | ?    |
| Destroyers        | Santa Cruz de la Sierra | -       | -         | 14 de septiembre de 1948 | ?    |
| Ferroviario       | Santa Cruz de la Sierra | -       | -         | 16 de junio de 1968      | ?    |
| Guabirá           | Montero                 | -       | -         | 14 de abril de 1962      | ?    |
| La Bélgica        | La Bélgica              | -       | -         | ?                        | ?    |
| Oriente Petrolero | Santa Cruz de la Sierra | -       | -         | 5 de noviembre de 1955   | 1°   |
| Real Santa Cruz   | Santa Cruz de la Sierra | -       | -         | 3 de mayo de 1962        | ?    |
| Universidad       | Santa Cruz de la Sierra | -       | -         | 24 de abril de 1954      | 2°   |

## Primera etapa

### Tabla de posiciones[3][4]
| Pos. | Equipo            | Pts. | PJ | PG | PE | PP | GF | GC | Dif. |
| ---- | ----------------- | ---- | -- | -- | -- | -- | -- | -- | ---- |
| 01.º | Guabirá           | 18   | 14 | 7  | 4  | 3  | 18 | 11 | 7    |
| 02.º | Universidad       | 15   | 14 | 5  | 5  | 4  | 17 | 14 | 3    |
| 03.º | La Bélgica        | 15   | 14 | 5  | 5  | 4  | 15 | 13 | 2    |
| 04.º | Real Santa Cruz   | 15   | 14 | 5  | 5  | 4  | 17 | 19 | −2   |
| 05.º | Blooming          | 14   | 14 | 5  | 4  | 5  | 14 | 21 | −7   |
| 06.º | Oriente Petrolero | 13   | 14 | 5  | 3  | 6  | 26 | 21 | 5    |
| 07.º | Ferroviario       | 12   | 14 | 4  | 4  | 6  | 16 | 14 | 2    |
| 08.º | Destroyers        | 10   | 14 | 3  | 4  | 7  | 24 | 31 | −7   |

|  | Clasifican para la liguilla final. |
|  | Relegados al torneo promocional.   |

## Segunda etapa

### Liguilla final[5][6]
| Pos. | Equipo            | Pts. | PJ | PG | PE | PP | GF | GC | Dif. |
| ---- | ----------------- | ---- | -- | -- | -- | -- | -- | -- | ---- |
| 01.º | Oriente Petrolero | 15   | 10 | 6  | 3  | 1  | 17 | 6  | 11   |
| 02.º | Real Santa Cruz   | 14   | 10 | 6  | 2  | 2  | 15 | 10 | 5    |
| 03.º | Universidad       | 13   | 10 | 5  | 3  | 2  | 19 | 12 | 7    |
| 04.º | La Bélgica        | 9    | 10 | 3  | 3  | 4  | 14 | 14 | 0    |
| 05.º | Guabirá           | 7    | 10 | 2  | 3  | 5  | 8  | 14 | −6   |
| 06.º | Blooming          | 2    | 10 | 1  | 0  | 9  | 8  | 25 | −17  |

#### Fixture
| Oriente Petrolero | 1 - 0 | La Bélgica | ¿? | 14 de julio | ¿? |
| Universidad       | 2 - 0 | Guabirá    | ¿? | 15 de julio | ¿? |
| Real Santa Cruz   | 1 - 0 | Blooming   | ¿? | 15 de julio | ¿? |

| La Bélgica        | 2 - 1 | Universidad | ¿? | 21 de septiembre | ¿? |
| Real Santa Cruz   | 2 - 3 | Universidad | ¿? | 22 de septiembre | ¿? |
| Oriente Petrolero | 5 - 0 | Blooming    | ¿? | 22 de septiembre | ¿? |

### Torneo promocional
| Pos. | Equipo            | Pts. | PJ | PG | PE | PP | GF | GC | Dif. |
| ---- | ----------------- | ---- | -- | -- | -- | -- | -- | -- | ---- |
| 01.º | Ferroviario       | 0    | 0  | 0  | 0  | 0  | 0  | 0  | 0    |
| 02.º | Municipal Montero | 0    | 0  | 0  | 0  | 0  | 0  | 0  | 0    |
| 03.º | Destroyers        | 0    | 0  | 0  | 0  | 0  | 0  | 0  | 0    |
| 04.º | San Aurelio       | 0    | 0  | 0  | 0  | 0  | 0  | 0  | 0    |
| 05.º | Libertad          | 0    | 0  | 0  | 0  | 0  | 0  | 0  | 0    |
| 06.º | Colón             | 0    | 0  | 0  | 0  | 0  | 0  | 0  | 0    |
| 07.º | Alas              | 0    | 0  | 0  | 0  | 0  | 0  | 0  | 0    |

## Goleadores

### Primera etapa
| Jugador           | Equipo                           | Goles |
| ----------------- | -------------------------------- | ----- |
| Dionisio Amarilla | Destroyers                       | 11    |
| Luis Rivero       | Universidad                      | 8     |
| Santiago García   | Guabirá                          | 7     |
| Jesuz Ribeiro     | Oriente Petrolero                | 7     |
| Freyre            | Ferroviario                      | 5     |
| Pablo Paredes     | Guabirá                          | 5     |
| Porfirio Jiménez  | Real Santa Cruz                  | 5     |
| Saúl Paredes      | Real Santa Cruz                  | 5     |
| René Taritolay    | Club Deportivo Oriente Petrolero | 5     |
| Cavalieri         | Blooming                         | 5     |

### Segunda etapa
| Jugador         | Equipo            | Goles |
| --------------- | ----------------- | ----- |
| Gerardo Flores  | La Bélgica        | 8     |
| Jesús Reynaldo  | Real Santa Cruz   | 6     |
| Pérez           | Universidad       | 6     |
| Luis Rivero     | Universidad       | 6     |
| Jesuz Ribeiro   | Oriente Petrolero | 5     |
| Santiago García | Guabirá           | 4     |
| Zapata          | Real Santa Cruz   | 3     |
| Moreno          | Blooming          | 3     |